# Common Language Runtime

El Common Language Runtime o CLR («entorno en tiempo de ejecución de lenguaje común») es un entorno de ejecución para los códigos de los programas que corren sobre la plataforma Microsoft .NET. El CLR es el encargado de compilar una forma de código intermedio llamada Common Intermediate Language (CIL, anteriormente conocido como MSIL, por Microsoft Intermediate Language), al código de máquina nativo, mediante un compilador en tiempo de ejecución. No debe confundirse el CLR con una máquina virtual, ya que una vez que el código está compilado, corre nativamente sin intervención de una capa de abstracción sobre el hardware subyacente. Es una implementación del estándar Common Language Infrastructure (CLI).
Los desarrolladores que usan CLR escriben el código fuente en un lenguaje compatible con .NET, como C# o Visual Basic .NET. En tiempo de compilación, un compilador .NET convierte el código a CIL. En tiempo de ejecución, el compilador del CLR convierte el código CIL en código nativo para el sistema operativo. Alternativamente, el código CIL es compilado a código nativo en un proceso separado anterior a la ejecución. Esto acelera las posteriores ejecuciones del software debido a que la compilación de MSIL a nativo ya no es necesaria.
A pesar de que algunas implementaciones del Common Language Infrastructure se ejecutan en sistemas operativos que no sean Windows, el CLR se ejecuta solo en Microsoft Windows.
La manera en que la máquina virtual se relaciona con el CLR permite a los programadores ignorar muchos detalles específicos del microprocesador que estará ejecutando el programa. El CLR también permite otros servicios importantes, incluyendo los siguientes:
- Administración de la memoria
- Administración de hilos
- Manejo de excepciones
- Recolección de basura
- Seguridad